# Castillo de Commarque

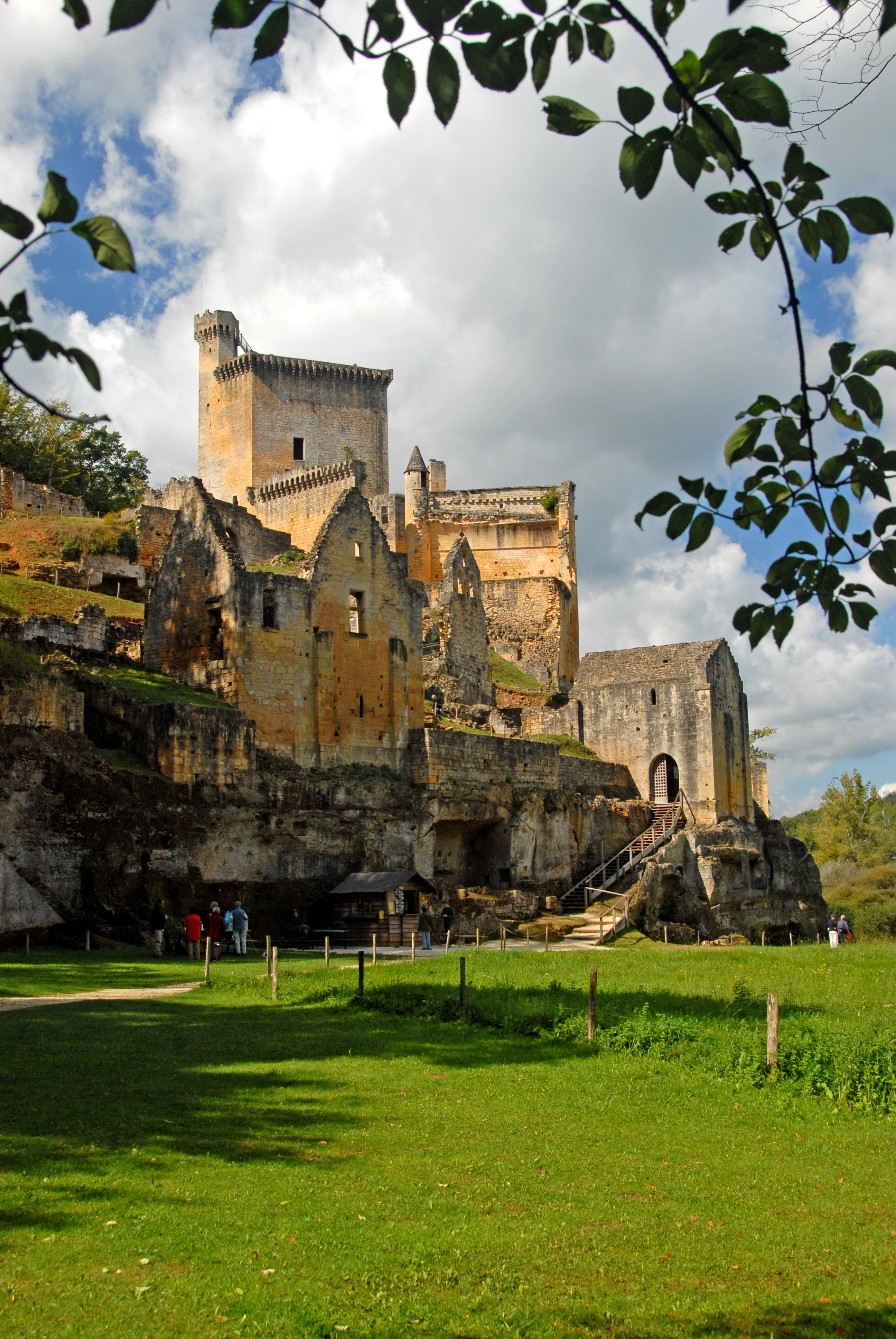
Castillo de Commarque

El castillo de Commarque (en francés: Château de Commarque) es un castillo en la ladera de una colina ubicado entre Sarlat y Les Eyzies, en el departamento de Dordoña, región de Nueva Aquitania, Francia. Se encuentra sobre un afloramiento rocoso en el valle del río La Beune en la región del valle del Vézère.
El castillo fue construido en el siglo XII a petición de los abades de Sarlat, con la intención de proteger la abadía y garantizar la seguridad del valle. Se colocó en el cruce de dos importantes vías comerciales: la carretera de Périgueux a Cahors y la carretera de Brive-la-Gaillarde a Bergerac.
Durante la Guerra de los Cien Años, fue capturada por los ingleses que ocuparon el lugar durante varios años. Más tarde, durante las guerras de religión francesas, el castillo fue tomado por los católicos, debido a que los Beynac (ocupantes del castillo) eran partidarios protestantes.
Abandonado en el siglo XVIII, el castillo fue comprado en 1972 por Hubert de Commarque, quien comenzó el rescate del sitio. El castillo ha estado en proceso de restauración desde 1994. Está catalogado desde 1943 como monumento histórico por el Ministerio de Cultura francés.
Hay una cueva prehistórica debajo del castillo.